# Ecogenicidade
Ecogenicidade é um termo usado em radiologia para descrever o quanto um material (tecido,  órgão, líquido etc.) permite a passagem ou reflete as ondas de ultrassom (US), comparativamente a outros tecidos e órgãos próximos. Em outros termos, a ecogenicidade pode ser entendida como o atributo ou propriedade de dado material (um tecido orgânico, por exemplo) de  refletir os ultrassons e originar ecos, que, por sua vez, geram as imagens ecográficas, também chamadas ultrassonográficas.
Da  interação entre as ondas ultrassônicas e um dado meio, resulta  a formação de imagens hipoecogênicas ou hipoecoicas (mais escuras, que refletem pouco os ultrassons e originam poucos ecos) ou de imagens  hiperecogênicas, também chamadas hiperecoicas (mais claras, que refletem muito os ultrassons, originando muitos ecos), na ultrassonografia (também chamada ecografia).
Estruturas hipoecoicas permitem que o ultrassom passe mais facilmente por elas e voltem pouco para o aparelho, daí a produção de imagens escuras, na ultrassonografia. Geralmente são líquidos, gordura ou tecidos poucos densos. 
Já as estruturas hiperecoicas, como os ossos ou calcificações, dão origem a imagens claras, pois refletem grande parte das ondas emitidas pela sonda ecográfica.

## Fundamentos
O som, à semelhança das ondas eletromagnéticas, como a luz, tem propriedades ondulatórias, das quais resultam diversos efeitos em sua interação com o meio - tais como reflexão, refração, difração, interferência, dispersão. O mesmo ocorre na interação do som com os tecidos. A ecogenicidade se refere à intensidade com que se produzem os ecos, gerados pelas ondas ultrassônicas de alta frequência, na sua interação com dado  material. 

## Razões para a maior ecogenicidade
Durante os exames de ultrassom, a ecogenicidade pode ser maior em certas partes do corpo. A esteatose hepática (fígado gordo), por exemplo, pode causar um aumento da ecogenicidade do fígado, especialmente se as transaminases hepáticas estiverem elevadas. 
Mulheres com síndrome do ovário policístico também podem mostrar um aumento da ecogenicidade do estroma.